# Anthophora megarrhina
Anthophora megarrhina är en biart som beskrevs av Cockerell 1910. Anthophora megarrhina ingår i släktet pälsbin, och familjen långtungebin. Inga underarter finns listade i Catalogue of Life.